# Klaus Genuit
Klaus Genuit (* 1952 in Düsseldorf) ist ein deutscher Akustiker und Honorarprofessor für Psychoakustik und Sound Engineering an der RWTH Aachen. Er ist Begründer eines Unternehmens, das sich auf die Herstellung von ganzheitlichen Akustiklösungen sowie Schall- und Schwingungsanalysen konzentriert.

## Werdegang
Klaus Genuit studierte von 1971 bis 1980 Elektrotechnik sowie Wirtschaftswissenschaften an der RWTH Aachen. Ab 1980 war er am Institut für Elektrische Nachrichtentechnik bei Hans Dieter Lüke tätig und wurde 1984 mit der Dissertation „Ein Modell zur Beschreibung von Außenohrübertragungseigenschaften“ am Institut für Elektrische Nachrichtentechnik der RWTH Aachen promoviert. Von 1984 bis 1986 leitete er die Arbeitsgruppe „Psychoakustik“ am Institut für Elektrische Nachrichtentechnik. Bereits während seines Studiums entwickelte er in Zusammenarbeit mit Daimler Benz ein neues Kunstkopf-Messsystems für die Geräuschdiagnose und -analyse mit zum menschlichen Gehör vergleichbaren Übertragungseigenschaften (1980–1982).
Im Jahr 1986 gründete Genuit die Firma HEAD acoustics. Die von ihm 2008 gegründete HEAD-Genuit-Stiftung hat die Förderung von Wissenschaft und Forschung sowie die Förderung des öffentlichen Gesundheitswesens zum Ziel.
Seit 1994 hat Genuit einen Lehrauftrag für Psychoakustik und Soundengineering an der RWTH Aachen inne und wurde 2008 zum Honorarprofessor ernannt.

## Forschungsschwerpunkte
Bereits während seiner Zeit an der RWTH Aachen widmete sich Genuit Themen rund ums Hören, stellte Untersuchungen zum Kurzzeitgedächtnis des menschlichen Gehörs an und befasste sich mit der Bestimmung der Trommelfellimpedanz sowie der Beschreibung der Außenohrübertragungsfunktion. Er sieht bei der Bewertung von Sound-Ereignissen eine möglichst exakte Nachbildung der Prozesse des menschlichen Hörens als unabdingbar an. Die Entwicklung des ersten „Aachen HEAD“, eines binauralen Aufnahme- und Messsystems, war das Resultat dieser Philosophie und seiner intensiven Forschung auf diesem Feld.
Neben der Optimierung von Produktgeräusche und der Qualitätssteigerung von Sprach- und Audio-Devices liegt sein Fokus heute auch auf den Themen Psychoakustik, Lärmschutz und Soundscape.

## Patente
Genuit hält mehrere Patente im Bereich Akustik, Messungen und Analysen von Schall und Schwingungen. Herauszuheben sind Patente für ein Kunstkopf-Messsystem, für ein Simulationsverfahren und eine Vorrichtung (elektronischer Kunstkopf) zur Nachbildung der Übertragungseigenschaften des menschlichen Außenohrs bei Freifeldbeschallung, für die Verwendung von Hörsprechgarnituren zur Verbesserung der Sprachverständlichkeit in störschallerfüllter Umgebung, für ein Verfahren zur Geräuschanalyse, für ein Verfahren zur Analyse von Schallereignissen, für ein Verfahren und eine Schaltung zur Entzerrung von mehrkanaligen Signalen von Kunstköpfen, Sondenmikrofonen oder anderen Anordnungen zur originalgetreuen Aufzeichnung von Ohrsignalen, für „SoundCar“, ein Verfahren und Vorrichtung zur Simulation eines von einem Insassen eines Fahrzeuges insbesondere eines Pkws subjektiv wahrgenommenen Eindrucks beim Betreiben des Fahrzeugs, sowie für eine Einrichtung zur Verbesserung der Rückhördämpfung bzw. Schleifenverstärkung bei Gegensprecheinrichtungen.

## Auszeichnungen
- Helmholtz-Medaille der DEGA für sein Lebenswerk[14]

## Mitgliedschaften und Engagement (Auswahl)
- Audio Engineering Society (AES)
- Acoustical Society of America (ASA), Fellow seit 2004
- Acoustical Society of Japan (ASJ)
- Gründungsmitglied und Mitglied im Vorstand der Deutschen Gesellschaft für Akustik (DEGA)
- Forschungsvereinigung Verbrennungskraftmaschinen (FVV)
- Society of Automotive Engineering (SAE)
- Verband der Elektrotechnik (VDE)
- Verein Deutscher Ingenieure (VDI)

## Publikationen (Auswahl)
- Ein Modell zur Beschreibung der Außenohrübertragungseigenschaften. Dissertation. TH Aachen, 1984.
- Kunstkopf-Messtechnik . Ein neues Verfahren zur Geräuschdiagnose und -analyse. In: Zeitschrift für Lärmbekämpfung 35, 1988, S. 103–108.
- Verknüpfung der gehörgerechten Schallmesstechnik mit einer Mehrkanalschwingungsanalyse. In: Quang-Hue Vo (Hrsg.): Sound Engineering. Kundenbezogene Akustikentwicklung in der Fahrzeugtechnik. expert-Verlag, Renningen/Malmsheim 1994, ISBN 3-8169-1177-3.
- als Hrsg. mit J. Blauert, H. Hudde, U. Richter, T. Fedtke: Objektiver Gehörschützer-Messplatz zur Bestimmung der Schalldämmung von Gehörschützern mit einem Kunstkopf-Messsystem. Schriftenreihe der Bundesanstalt für Arbeitsschutz, Forschung Fb 699, Wirtschaftsverlag NW, Bremerhaven 1994, ISBN 3-89429-439-6.
- mit R. Guski, A. Hottenbacher, K. Wühler: Mangel an präventiven Gestaltungsmaßnahmen zum Lärmschutz. Ursachen, Gefahren, Maßnahmen. Schriftenreihe der Bundesanstalt für Arbeitsschutz, Forschung Fb 745, Wirtschaftsverlag NW, Bremerhaven 1996, ISBN 3-89429-747-6.
- Entwicklung einer Messtechnik zur physiologischen Bewertung von Lärmeinwirkungen unter Berücksichtigung der psychoakustischen Eigenschaften des menschlichen Gehörs. Schriftenreihe der Bundesanstalt für Arbeitsschutz und Arbeitsmedizin, Forschung Fb 774, Wirtschaftsverlag NW, Bremerhaven/Dortmund/Berlin 1997, ISSN 1433-2086
- Gehörgerechte Schallmesstechnik. In: M. T. Kalivoda, J. W. Steiner (Hrsg.): Taschenbuch der Angewandten Psychoakustik. Springer, Wien 1998, ISBN 3-211-83131-2.
- The Sound Quality of Vehicle Interior Noise: A Challenge for the NVH-Engineers. In: Journal of Vehicle Noise and Vibration. In: International Journal of Vehicle Noise and Vibration, Vol. 1, 2004, ISSN 1479-1471
- The sound quality of vehicle interior noise: a challenge for NVH-engineers. In: International Journal of Vehicle Noise and Vibration, Vol, 1, Nos. 1/2, 2004.
- mit B. Schulte-Fortkamp, A. Fiebig: Neue Verfahren zum Benchmarking von Fahrzeuginnengeräuschen. In: Subjektive Fahreindrücke sichtbar machen III - Korrelation zwischen objektiver Messung und subjektiver Beurteilung von Versuchsfahrzeugen und -komponenten. (Haus der Technik, Band 56). Expert Verlag, Essen 2005, ISBN 3-8169-2531-6.
- Psychoacoustics and its Benefit for the Soundscape Approach. Issue on Soundscapes of Acta Acoustica united with Acustica. Special Issue on Soundscapes of Acta Acoustica united with Acustica, Mai 2006, Vol 92, S. 952–958.
- als Hrsg. und Mitautor: Sound-Engineering im Automobilbereich. Methoden zur Messung und Auswertung von Geräuschen und Schwingungen. Springer, Berlin/Heidelberg 2010, ISBN 978-3-642-01414-7.
- mit A. Fiebig: Fahrzeugakustik und Sound Design im Wandel der Zeit. In: ATZ, Juli 2011.
- E-Mobility – Segen oder Fluch für den Verkehrslärm? In: Lärmbekämpfung Bd. 7 Nr. 2, März 2012.
- mit André Fiebig: Eine kritische Betrachtung zum Thema „Lärm-Messung“. In: Lärmbekämpfung 01/2014.